# Jubing
Jubing (Nepali जुबिङ) ist ein Dorf und ein Village Development Committee (VDC) im Distrikt Solukhumbu der Verwaltungszone Sagarmatha in Ost-Nepal.
Jubing liegt im Hochhimalaya, 46 km südlich vom Mount Everest. Das VDC erstreckt sich östlich des Dudhkoshi südlich des VDC Chaurikharka.

## Einwohner
Das VDC Jubing hatte bei der Volkszählung 2011 3352 Einwohner (davon 1642 männlich) in 769 Haushalten.

## Dörfer und Weiler
Jubing besteht aus mehreren Dörfern und Weilern. 
Die wichtigsten sind:
- Jubing (1700 m ⊙)
- Kharikhola (2260 m ⊙)
- Paiya (2820 m ⊙)
- Pangom (2820 m ⊙)